# Бэнк, Мелисса
Мелисса Бэнк (англ. Melissa Bank; 11 октября 1960, Бостон — 2 августа 2022, Нью-Йорк) — американская писательница, автор бестселлера 1999 года «Руководство по охоте и рыбалке для девочек». В 1993 году получила награду Нельсона Альгрена. Её рассказы были опубликованы в различных изданиях, таких как Chicago Tribune, Zoetrope: All-Story, The Guardian, Cosmopolitan. Её книги были переведены на 33 языка, а два рассказа из «Руководства» были экранизированы в 2007 году — фильм «Девушка из пригорода» (в главных ролях Сара Мишель Геллар и Алек Болдуин).

## Биография
Мелисса Бэнк родилась в Бостоне, выросла в пригороде Филадельфии Элкинс-Парк. Отец работал неврологом, а мать преподавала письмо детям. Её отец, как и отец героини из её книги, умер от лейкемии. Он скрывал от семьи свою болезнь 9 лет. Бэнк получила степень бакалавра в колледже Хобарта и Уильема Смитов в 1982 году, затем переехала в Нью-Йорк, где 2 года работала помощником редактора. В 1985 году она окончила магистратуру в Корнеллском университете. После чего Бэнк три года преподавала там литературу. После переезда в Нью-Йорк в 1989 году она устроилась копирайтером в фирму Маккан-Эриксон, где проработала 9 лет. Она не принимала повышения, стараясь сфокусироваться на своей писательской работе. В это время она брала дополнительные занятия писательского мастерства в Колумбийском университете и писала рассказы, которые публиковали в небольших журналах. Она опубликовала первый рассказ «Удачливый» в 1989 году в North American Review. В 1993 году она выиграла награду Нельсона Альгрена за историю «Мой старик». В 1994 году Бэнкс попала в аварию и получила травму головы. В результате контузии она потеряла около 10-15 % своего словарного запаса. Восстановление заняло несколько лет. Однако даже до аварии она иногда испытывала приступы афазии во время мигреней. Свою первую книгу Бэнк писала 12 лет.
Карьера Бэнк пошла вверх, когда Фрэнсис Форд Коппола попросил её написать рассказ для его журнала Zoetrope в ответ на публикацию в 1996 году гида о том, как заполучить мужа. После этого Бэнк отправила эту историю и несколько других своему агенту, который послал их в 10 издательств. 9 из них согласились опубликовать коллекцию. В феврале 1998 года рукопись «Руководства по охоте и рыбалке для девочек» была продана с аукциона за $275 000 издательству Viking Press — высокая цена для дебютного произведения, состоящего из рассказов. На июль 1999 года книга была в списке бестселлеров США, Англии и Франции. Она продержалась 16 недель в Списке бестселлеров по версии The New York Times. Через практически 6 лет вышла новая книга «Чудесное место».
Обе книги Бэнк состоят из нескольких связанных рассказов. В своей хронологии они охватывают до 30 лет жизни женщины. Рассказы о раннем возрасте описывают американскую семейную жизнь. Они начинаются, когда героиням 13—14 лет, по словам Бэнк — это возраст в котором человек определяет себя вне семьи и одновременно ещё остаётся в семье. Джоанна Бриско (The Guardian) пишет: «наблюдательная и иногда кинематографически сюрреалистичная, в духе Джонатана Франзена, Бэнк специализируется на лёгкой прозе, однако с подтекстом и идеей».
Бэнк не была замужем и не имела детей. Она считала, что одним из важных условий для успешного писательства является одиночество и возможность размышлять в одиночестве. Единственным исключением из этого правила она называла своё преподавание в университете Стони-Брук и на Саусгемптонской конференции писателей. Жила в Ист-Хамптоне, иногда — в Нью-Йорке.
Скончалась от рака лёгких 2 августа 2022 года.

## Публикации
- Melissa Bank. The Girls' Guide to Hunting and Fishing. — Viking Press, 1999.
- Melissa Bank. Wonder Spot. — Penguin Group, 2005. — С. 336. — ISBN 0641804776.[9]

Публикации на русском языке:
- Мелисса Бэнк. Руководство по охоте и рыбалке для девочек. — Амфора, 2004. — С. 336. — ISBN 5-94278-498-1.

## Экранизации
Часть «Руководства по охоте и рыбалке для девочек» была экранизирована в 2007 году. В фильме «Девушка из пригорода» главные роли исполняют Сара Мишель Геллар и Алек Болдуин. Права на экранизацию рассказа «Руководства по охоте и рыбалке для девочек» и его название приобрёл Фрэнсис Форд Коппола.